# Wonderwall Music
Wonderwall Music é o álbum de estreia do cantor e compositor George Harrison. lançado em 1968.
O álbum é a trilha sonora do filme Wonderwall. As canções são quase todas instrumentais, com exceção de algumas vozes. As músicas foram gravadas em dezembro de 1967, na Inglaterra, e janeiro de 1968 em Bombaim, na Índia. Wonderwall Music é notável por ser o primeiro álbum solo oficial de um Beatle.

## Faixas
Todas as músicas compostas por George Harrison.

### Lado 1
1. "Microbes" – 3:42
2. "Red Lady Too" – 1:56
3. "Tabla and Pakavaj" – 1:05
4. "In the Park" – 4:08
5. "Drilling a Home" – 3:08
6. "Guru Vandana" – 1:05
7. "Greasy Legs" – 1:28
8. "Ski-ing" – 1:50
9. "Gat Kirwani" – 1:15
10. "Dream Scene" – 5:26
11. "Party Seacombe" – 4:34

### Lado 2
1. "Love Scene" – 4:17
2. "Crying" – 1:15
3. "Cowboy Music" – 1:29
4. "Fantasy Sequins" – 1:50
5. "On the Bed" – 1:05
6. "Glass Box" – 2:22
7. "Wonderwall to Be Here" – 1:25
8. "Singing Om" – 1:54

## Músicos convidados
- John Barham – piano, flügelhorn
- Colin Manley – guitarra
- Tony Ashton – jangle piano, órgão
- Philip Rogers – baixo
- Roy Dyke – bateria
- Tommy Reilly – harmonica
- Eddie Clayton (Eric Clapton) – guitarra
- Richie Snare (Ringo Starr) – bateria
- Peter Tork – banjo